# Liste des députés de la XIIIe législature de la Cinquième République par circonscription
Cet article donne la liste par circonscription des 577 députés de la XIIIe législature de la Cinquième République française (2007-2012), par département.

## Légende
|   | Groupe                                        |
| - | --------------------------------------------- |
|   | Gauche démocrate et républicaine              |
|   | Socialiste, radical, citoyen et divers gauche |
|   | Nouveau Centre                                |
|   | Union pour un mouvement populaire             |
| a | Apparenté                                     |
|   | (Non inscrit)                                 |

## Départements

### Ain
| Circ. |  | Député                    | Profession                                    | Mandats locaux                                                     |
| ----- |  | ------------------------- | --------------------------------------------- | ------------------------------------------------------------------ |
| 1     |  | Xavier Breton             | Chargé de mission au conseil général de l’Ain | Conseiller municipal de Bourg-en-Bresse (40 666 hab.)              |
| 2     |  | Charles de La Verpillière | Haut fonctionnaire                            | Conseiller général de l'Ain                                        |
| 3     |  | Étienne Blanc             | Avocat                                        | Maire de Divonne-les-Bains (6 171 hab.)                            |
| 4     |  | Michel Voisin             | Expert-comptable                              | Maire de Replonges (2 845 hab.) Conseiller régional de Rhône-Alpes |

Haut de page

### Aisne
| Circ. |   | Député                | Profession                           | Mandats locaux                                                |
| ----- | - | --------------------- | ------------------------------------ | ------------------------------------------------------------- |
| 1     | a | René Dosière          | Consultant international             | -                                                             |
| 2     |   | Pascale Gruny         | Directeur administratif et financier | Conseillère municipale de Saint-Quentin                       |
| 3     |   | Jean-Pierre Balligand | Assistant parlementaire              | Maire de Vervins (2 653 hab.) Conseiller général de l’Aisne   |
| 4     |   | Jacques Desallangre   | Journaliste                          | Maire de Tergnier (15 069 hab.)                               |
| 5     |   | Isabelle Vasseur      | Infirmière                           | Maire de Ronchères (111 hab.) Conseillère générale de l’Aisne |

Haut de page

### Allier
| Circ. |   | Député            | Profession                                                          | Mandats locaux                                    |
| ----- | - | ----------------- | ------------------------------------------------------------------- | ------------------------------------------------- |
| 1     | a | Guy Chambefort    | Professeur retraité                                                 | Maire d’Yzeure (12 696 hab.)                      |
| 2     |   | Bernard Lesterlin | Administrateur civil                                                | –                                                 |
| 3     |   | Jean Mallot       | Contrôleur général économique et financier                          | 1er vice-président du conseil régional d’Auvergne |
| 4     | a | Gérard Charasse   | Chargé de mission d'inspection de l'enseignement technique retraité | Conseiller général de l’Allier                    |

Haut de page

### Alpes-de-Haute-Provence
| Circ. |  | Député            | Profession                             | Mandats locaux                                           |
| ----- |  | ----------------- | -------------------------------------- | -------------------------------------------------------- |
| 1     |  | Jean-Louis Bianco | Conseiller d’État                      | Président du conseil général des Alpes-de-Haute-Provence |
| 2     |  | Daniel Spagnou    | Directeur de caisse d’épargne retraité | Maire de Sisteron (6 964 hab.)                           |

Haut de page

### Hautes-Alpes
| Circ. |   | Député             | Profession                 | Mandats locaux                                                                                                |
| ----- | - | ------------------ | -------------------------- | --- |
| 1     |   | Henriette Martinez | Professeur du second degré | Conseillère municipale de Laragne-Montéglin (3 296 hab.)                                                      |
| 2     | a | Joël Giraud        | Administrateur civil       | Maire de L’Argentière-la-Bessée (2 289 hab.) Vice-président du Conseil régional de Provence-Alpes-Côte d’Azur |

Haut de page

### Alpes-Maritimes
| Circ. |  | Député                   | Profession                                        | Mandats locaux                                                                                 |
| ----- |  | ------------------------ | ------------------------------------------------- | ---------------------------------------------------------------------------------------------- |
| 1     |  | Éric Ciotti              | Assistant parlementaire                           | Président du Conseil général des Alpes-Maritimes                                               |
| 2     |  | Muriel Marland-Militello | -                                                 | Adjointe au maire de Nice (347 060 hab.)                                                       |
| 3     |  | Rudy Salles              | Avocat                                            | Adjoint au maire de Nice (347 060 hab.) Conseiller régional de Provence-Alpes-Côte d’Azur      |
| 4     |  | Jean-Claude Guibal       | Ancien dirigeant d'organisations professionnelles | Maire de Menton (27 655 hab.)                                                                  |
| 5     |  | Christian Estrosi        | Ancien sportif                                    | Maire de Nice (348 721 hab.)                                                                   |
| 6     |  | Lionnel Luca             | Professeur d’histoire-géographie                  | Vice-président du Conseil général des Alpes-Maritimes                                          |
| 7     |  | Michel Rossi             |                                                   | Vice-président du Conseil général des Alpes-Maritimes Maire de Roquefort-les-Pins (6 346 hab.) |
| 8     |  | Bernard Brochand         | Cadre du secteur privé retraité                   | Maire de Cannes (70 610 hab.)                                                                  |
| 9     |  | Michèle Tabarot          | Chef d'entreprise                                 | Maire du Cannet (43 200 hab.)                                                                  |

Haut de page

### Ardèche
| Circ. |  | Député            | Profession                      | Mandats locaux                            |
| ----- |  | ----------------- | ------------------------------- | ----------------------------------------- |
| 1     |  | Pascal Terrasse   | Directeur de maison de retraite | Président du conseil général de l’Ardèche |
| 2     |  | Olivier Dussopt   | Assistant parlementaire         | Maire d'Annonay                           |
| 3     |  | Jean-Claude Flory | Conseiller en gestion locale    | Maire de Vals-les-Bains (3 536 hab.)      |

Haut de page

### Ardennes
| Circ. |  | Député            | Profession                                | Mandats locaux |
| ----- |  | ----------------- | ----------------------------------------- | --- |
| 1     |  | Bérengère Poletti | Sage-femme                                | Conseillère régionale de Champagne-Ardenne                                                                          |
| 2     |  | Philippe Vuilque  | Directeur de clinique                     | Maire de Revin (8 916 hab.)                                                                                         |
| 3     |  | Jean-Luc Warsmann | Ancien dirigeant d'une Mutuelle étudiante | Maire de Douzy (1 515 hab.) Vice-président du Conseil général des Ardennes Conseiller régional de Champagne-Ardenne |

Haut de page

### Ariège
| Circ. |  | Député            | Profession                 | Mandats locaux                              |
| ----- |  | ----------------- | -------------------------- | ------------------------------------------- |
| 1     |  | Frédérique Massat | Fonctionnaire territoriale | Conseillère municipale de Foix (9 109 hab.) |
| 2     |  | Henri Nayrou      | Journaliste                | Conseiller général de l’Ariège              |

Haut de page

### Aube
| Circ. |  | Député             | Profession           | Mandats locaux                                                                    |
| ----- |  | ------------------ | -------------------- | --------------------------------------------------------------------------------- |
| 1     |  | Nicolas Dhuicq     | Psychiatre           | Maire de Brienne-le-Château (3 336 hab.) Conseiller général de l’Aube             |
| 2     |  | Jean-Claude Mathis | Directeur de société | Maire des Riceys (1 376 hab.) Vice-président du conseil général de l’Aube         |
| 3     |  | Gérard Menuel      | Agriculteur          | Adjoint au Maire de Troyes (60 958 hab.) Conseiller régional de Champagne-Ardenne |

Haut de page

### Aude
| Circ. |  | Député            | Profession                     | Mandats locaux                     |
| ----- |  | ----------------- | ------------------------------ | ---------------------------------- |
| 1     |  | Jean-Claude Perez | Secrétaire de mairie           | Maire de Carcassonne (43 950 hab.) |
| 2     |  | Jacques Bascou    | Directeur de cabinet de mairie | Maire de Narbonne (46 509 hab.)    |
| 3     |  | Jean-Paul Dupré   | Cadre de banque retraité       | Maire de Limoux (9 410 hab.)       |

Haut de page

### Aveyron
| Circ. |  | Député           | Profession                                       | Mandats locaux                                       |
| ----- |  | ---------------- | ------------------------------------------------ | ---------------------------------------------------- |
| 1     |  | Yves Censi       | Ingénieur conseil                                | –                                                    |
| 2     |  | Marie-Lou Marcel | Ouvrière aux houillères de Decazeville retraitée | Vice-présidente du Conseil régional de Midi-Pyrénées |
| 3     |  | Alain Marc       | Conseilleur pédagogique retraité                 | Conseiller général de l’Aveyron                      |

Haut de page

### Bouches-du-Rhône
| Circ. |   | Député                  | Profession                              | Mandats locaux                                                    |
| ----- | - | ----------------------- | --------------------------------------- | ----------------------------------------------------------------- |
| 1     |   | Roland Blum             | Avocat                                  | Maire du 6e secteur de Marseille (109 988 hab.)                   |
| 2     |   | Dominique Tian          | Gérant de sociétés                      | Maire du 4e secteur de Marseille (116 580 hab.)                   |
| 3     |   | vacant                  |                                         |                                                                   |
| 4     |   | Henri Jibrayel          | Employé des PTT retraité                | Conseiller général des Bouches-du-Rhône                           |
| 5     |   | Renaud Muselier         | Directeur de clinique                   | Adjoint au maire de Marseille (820 900 hab.)                      |
| 6     |   | Guy Teissier            | Administrateur de biens                 | Maire du 5e secteur de Marseille (121 891 hab.)                   |
| 7     |   | Sylvie Andrieux-Bacquet | Cadre commercial                        | Vice-présidente du conseil régional de Provence-Alpes-Côte d'Azur |
| 8     |   | Valérie Boyer           | Cadre du secteur hospitalier            | Adjointe au maire de Marseille (820 900 hab.)                     |
| 9     |   | Bernard Deflesselles    | Ingénieur                               | Conseiller régional de Provence-Alpes-Côte d'Azur                 |
| 10    |   | Richard Mallié          | Docteur en chirurgie dentaire           |                                                                   |
| 11    |   | Christian Kert          | Cadre administratif                     | Conseiller municipal de Salon-de-Provence (37 079 hab.)           |
| 12    |   | Éric Diard              | Consultant en gestion                   | Maire de Sausset-les-Pins (7 233 hab.)                            |
| 13    |   | Michel Vaxès            | Conseiller d'orientation et psychologue | Maire de Port-de-Bouc (16 686 hab.)                               |
| 14    |   | Maryse Joissains-Masini | Avocate                                 | Maire d’Aix-en-Provence (140 100 hab.)                            |
| 15    | a | Bernard Reynès          | Chirurgien-dentiste                     | Maire de Châteaurenard (12 999 hab.)                              |
| 16    |   | Michel Vauzelle         | Avocat                                  | Président du conseil régional de Provence-Alpes-Côte d'Azur       |

Haut de page

### Calvados
| Circ. |  | Député            | Profession                       | Mandats locaux                           |
| ----- |  | ----------------- | -------------------------------- | ---------------------------------------- |
| 1     |  | Philippe Duron    | Professeur d’histoire-géographie | Maire de Caen                            |
| 2     |  | Laurence Dumont   | Enseignante                      | -                                        |
| 3     |  | Claude Leteurtre  | Chirurgien                       | Conseiller général du Calvados           |
| 4     |  | Nicole Ameline    | Administratrice civile           | Conseillère régionale de Basse-Normandie |
| 5     |  | Jean-Marc Lefranc | Artisan retraité                 | Conseiller régional de Basse-Normandie   |
| 6     |  | Jean-Yves Cousin  | Inspecteur principal des impôts  | Maire de Vire (12 815 hab.)              |

Haut de page

### Cantal
| Circ. |  | Député           | Profession                                      | Mandats locaux                         |
| ----- |  | ---------------- | ----------------------------------------------- | -------------------------------------- |
| 1     |  | Vincent Descoeur | Professeur de Sciences de la vie et de la Terre | Président du conseil général du Cantal |
| 2     |  | Alain Marleix    | Ancien journaliste                              | Conseiller régional d'Auvergne         |

Haut de page

### Charente
| Circ. |   | Député              | Profession                                             | Mandats locaux                                 |
| ----- | - | ------------------- | ------------------------------------------------------ | ---------------------------------------------- |
| 1     |   | Jean-Claude Viollet | Assistant technique des travaux publics de l’État      | Conseiller municipal d’Angoulême (40 200 hab.) |
| 2     |   | Marie-Line Reynaud  | Conseillère technique au centre des Droits de la Femme | Adjointe au maire de Jarnac (4 659 hab.)       |
| 3     |   | Jérôme Lambert      | Cadre de l’industrie                                   | –                                              |
| 4     | a | Martine Pinville    | Contrôleur des impôts                                  | Adjointe au maire de Balzac (1 237 hab.)       |

Haut de page

### Charente-Maritime
| Circ. |  | Député              | Profession                | Mandats locaux                                            |
| ----- |  | ------------------- | ------------------------- | --------------------------------------------------------- |
| 1     |  | Maxime Bono         | Inspecteur des impôts     | Maire de La Rochelle (80 055 hab.)                        |
| 2     |  | Jean-Louis Léonard  | Ingénieur                 | Maire de Châtelaillon-Plage (5 625 hab.)                  |
| 3     |  | Catherine Quéré     | Viticultrice              | Vice-présidente du conseil régional de Poitou-Charentes   |
| 4     |  | Dominique Bussereau | Conseil en entreprises    | Président du Conseil général de la Charente-Maritime      |
| 5     |  | Didier Quentin      | Ministre plénipotentiaire | Vice-président du Conseil général de la Charente-Maritime |

Haut de page

### Cher
| Circ. |  | Député               | Profession                 | Mandats locaux                        |
| ----- |  | -------------------- | -------------------------- | ------------------------------------- |
| 1     |  | Yves Fromion         | Sous-préfet                | Maire d’Aubigny-sur-Nère (5 908 hab.) |
| 2     |  | Jean-Claude Sandrier | Chimiste                   | –                                     |
| 3     |  | Louis Cosyns         | Agent général d’assurances | Maire de Dun-sur-Auron (4 010 hab.)   |

Haut de page

### Corrèze
| Circ. |  | Député             | Profession                                    | Mandats locaux                             |
| ----- |  | ------------------ | --------------------------------------------- | ------------------------------------------ |
| 1     |  | François Hollande  | Conseiller référendaire à la Cour des comptes | Président du conseil général de la Corrèze |
| 2     |  | Philippe Nauche    | Médecin urgentiste                            | Conseiller général de la Corrèze           |
| 3     |  | Jean-Pierre Dupont | Vétérinaire                                   | -                                          |

Haut de page

### Corse-du-Sud
| Circ. |   | Député                 | Profession       | Mandats locaux                    |
| ----- | - | ---------------------- | ---------------- | --------------------------------- |
| 1     | a | Simon Renucci          | Médecin pédiatre | Maire d’Ajaccio (52 880 hab.)     |
| 2     |   | Camille de Rocca Serra | ?                | Président de l’Assemblée de Corse |

Haut de page

### Haute-Corse
| Circ. |   | Député                  | Profession           | Mandats locaux                              |
| ----- | - | ----------------------- | -------------------- | ------------------------------------------- |
| 1     |   | Sauveur Gandolfi-Scheit | Médecin              | Maire de Biguglia (5 018 hab.)              |
| 2     | a | Paul Giacobbi           | Administrateur civil | Président du conseil général de Haute-Corse |

Haut de page

### Côte-d’Or
| Circ. |  | Député           | Profession           | Mandats locaux                                                           |
| ----- |  | ---------------- | -------------------- | ------------------------------------------------------------------------ |
| 1     |  | Bernard Depierre | Consultant           | Vice-président du conseil général de Côte-d'Or                           |
| 2     |  | Rémi Delatte     | Exploitant agricole  | Conseiller régional de Bourgogne Maire de Saint-Apollinaire (6 662 hab.) |
| 3     |  | Claude Darciaux  | Professeur retraitée | Maire de Longvic (8 962 hab.)                                            |
| 4     |  | vacant           |                      |                                                                          |
| 5     |  | Alain Suguenot   | Avocat               | Maire de Beaune (21 922 hab.)                                            |

Haut de page

### Côtes-d’Armor
| Circ. |  | Député            | Profession                                             | Mandats locaux                                                                    |
| ----- |  | ----------------- | ------------------------------------------------------ | --------------------------------------------------------------------------------- |
| 1     |  | Danielle Bousquet | Chef d'établissement                                   | Conseillère municipale de Saint-Brieuc (46 024 hab.)                              |
| 2     |  | Jean Gaubert      | Agriculteur éleveur                                    | Conseiller municipal de Pluduno (1 681 hab.) Conseiller général des Côtes-d'Armor |
| 3     |  | Marc Le Fur       | Sous-préfet                                            | Conseiller général des Côtes-d'Armor                                              |
| 4     |  | Marie-Renée Oget  | Directrice d’association                               | Maire de Treffrin (572 hab.)                                                      |
| 5     |  | Corinne Erhel     | Cadre de l’Aménagement rural, assistante parlementaire | Conseillère régionale de Bretagne                                                 |

Haut de page

### Creuse
| Circ. |  | Député          | Profession        | Mandats locaux                                              |
| ----- |  | --------------- | ----------------- | ----------------------------------------------------------- |
| 1     |  | Michel Vergnier | Directeur d'école | Maire de Guéret (14 123 hab.)                               |
| 2     |  | Jean Auclair    | Agriculteur       | Maire de Cressat (523 hab.) Conseiller général de la Creuse |

Haut de page

### Dordogne
| Circ. |  | Député           | Profession                                  | Mandats locaux                                                                              |
| ----- |  | ---------------- | ------------------------------------------- | ------------------------------------------------------------------------------------------- |
| 1     |  | Pascal Deguilhem | Professeur d’éducation physique et sportive | Maire de Saint-Aquilin (450 hab.) Vice-président du Conseil général de la Dordogne          |
| 2     |  | Daniel Garrigue  | Administrateur à l’Assemblée nationale      |                                                                                             |
| 3     |  | Colette Langlade | Professeur                                  | Conseillère municipale de Thiviers Conseillère générale de Dordogne                         |
| 4     |  | Germinal Peiro   | Instituteur                                 | Maire de Castelnaud-la-Chapelle (424 hab.) Vice-président du Conseil général de la Dordogne |

Haut de page

### Doubs
| Circ. |  | Député              | Profession                                 | Mandats locaux                                                   |
| ----- |  | ------------------- | ------------------------------------------ | ---------------------------------------------------------------- |
| 1     |  | Françoise Branget   | Gestionnaire en immobilier                 | Conseillère municipale de Besançon (117 696 hab.)                |
| 2     |  | Jacques Grosperrin  | professeur agrégé de sports à l’Université | Conseiller régional de Franche-Comté Conseiller général du Doubs |
| 3     |  | Marcel Bonnot       | Avocat                                     | Adjoint au maire de Montbéliard (27 567 hab.)                    |
| 4     |  | Pierre Moscovici    | Haut fonctionnaire à la Cour des comptes   | Conseiller municipal de Montbéliard                              |
| 5     |  | Jean-Marie Binetruy | Professeur de lettres                      | Adjoint au maire de Morteau (6 372 hab.)                         |

Haut de page

### Drôme
| Circ. |  | Député                | Profession                                    | Mandats locaux                                                                                |
| ----- |  | --------------------- | --------------------------------------------- | --------------------------------------------------------------------------------------------- |
| 1     |  | Patrick Labaune       | Professeur d’économie                         | Conseiller régional de Rhône-Alpes                                                            |
| 2     |  | Franck Reynier        | Informaticien dans une compagnie d'assurances | Maire de Montélimar (31 344 hab.)                                                             |
| 3     |  | Hervé Mariton         | Ingénieur en chef des instruments de mesure   | Maire de Crest (7 739 hab.)                                                                   |
| 4     |  | Marie-Hélène Thoraval | Responsable marketing                         | Conseillère municipale de Romans-sur-Isère (33 234 hab.) Conseillère régionale de Rhône-Alpes |

Haut de page

### Eure
| Circ. |  | Député              | Profession     | Mandats locaux                                                       |
| ----- |  | ------------------- | -------------- | -------------------------------------------------------------------- |
| 1     |  | Guy Lefrand         | Médecin        | –                                                                    |
| 2     |  | Jean-Pierre Nicolas | Ingénieur      | Adjoint au maire d’Évreux (51 198 hab.)                              |
| 3     |  | Hervé Morin         | Administrateur | Maire d'Épaignes (1 158 hab.) Conseiller régional de Haute-Normandie |
| 4     |  | François Loncle     | Journaliste    | Conseiller municipal de Louviers (18 328 hab.)                       |
| 5     |  | Franck Gilard       | Consultant     | Maire des Andelys (9 047 hab.)                                       |

Haut de page

### Eure-et-Loir
| Circ. |  | Député               | Profession                    | Mandats locaux                                                        |
| ----- |  | -------------------- | ----------------------------- | --------------------------------------------------------------------- |
| 1     |  | Jean-Pierre Gorges   | Directeur informatique        | Maire de Chartres (40 361 hab.)                                       |
| 2     |  | Gérard Hamel         | Chef d'entreprise du bâtiment | Maire de Dreux (31 898 hab.)                                          |
| 3     |  | Laure de La Raudière | Chef d'entreprise             | Conseillère municipale de Saint-Denis-des-Puits                       |
| 4     |  | Philippe Vigier      | Médecin                       | Maire de Cloyes-sur-le-Loir (2 636 hab.) Conseiller général du Centre |

Haut de page

### Finistère
| Circ. |  | Député              | Profession                                                                                   | Mandats locaux                                                                                     |
| ----- |  | ------------------- | -------------------------------------------------------------------------------------------- | -------------------------------------------------------------------------------------------------- |
| 1     |  | Jean-Jacques Urvoas | Maître de conférences en droit public                                                        | Conseiller régional de Bretagne                                                                    |
| 2     |  | Patricia Adam       | Cadre d’action sociale                                                                       | Vice-présidente du conseil général du Finistère                                                    |
| 3     |  | Marguerite Lamour   | Assistante administrative                                                                    | Maire de Ploudalmézeau (4 997 hab.)                                                                |
| 4     |  | Marylise Lebranchu  | Vacataire professionnelle à l’Université en économie appliquée à l’aménagement du territoire | Vice-présidente du conseil régional de Bretagne                                                    |
| 5     |  | Jacques Le Guen     | Docteur en médecine                                                                          | Adjoint au maire de Plounévez-Lochrist (2 278 hab.) Conseiller général du Finistère                |
| 6     |  | Christian Ménard    | Médecin                                                                                      | Maire de Châteauneuf-du-Faou (3 595 hab.)                                                          |
| 7     |  | Annick Le Loch      | Commerçante                                                                                  | Conseillère municipale de Pont-l'Abbé (7 842 hab.) Vice-présidente du Conseil général du Finistère |
| 8     |  | Gilbert Le Bris     | Commerçant                                                                                   | Maire de Concarneau (19 451 hab.)                                                                  |

Haut de page

### Gard
| Circ. |  | Député            | Profession                                | Mandats locaux                                                                 |
| ----- |  | ----------------- | ----------------------------------------- | ------------------------------------------------------------------------------ |
| 1     |  | Yvan Lachaud      | Chef d'établissement scolaire             | Adjoint au maire de Nîmes (133 424 hab.)                                       |
| 2     |  | Étienne Mourrut   | Commerçant                                | Maire du Grau-du-Roi (5 975 hab.)                                              |
| 3     |  | Jean-Marc Roubaud | Pharmacien                                | Maire de Villeneuve-lès-Avignon (11 791 hab.)                                  |
| 4     |  | Max Roustan       | Professeur d’enseignement technique       | Maire d’Alès (39 346 hab.)                                                     |
| 5     |  | William Dumas     | Cadre du Crédit agricole du Gard retraité | Vice-président du conseil général du Gard Maire de Fons-outre-Gardon(741 hab.) |

Haut de page

### Haute-Garonne
| Circ. |  | Député             | Profession                              | Mandats locaux                                                                                    |
| ----- |  | ------------------ | --------------------------------------- | ------------------------------------------------------------------------------------------------- |
| 1     |  | Catherine Lemorton | Pharmacienne                            | –                                                                                                 |
| 2     |  | Gérard Bapt        | Médecin cardiologue                     | Maire de Saint-Jean (9 001 hab.)                                                                  |
| 3     |  | Pierre Cohen       | Ingénieur de recherche à l’INRIA        | Maire de Toulouse (439 553 hab.)                                                                  |
| 4     |  | Martine Martinel   | Enseignante                             | Conseillère générale de la Haute-Garonne Conseillère municipale de Toulouse (437 103 hab.)        |
| 5     |  | Françoise Imbert   | Administratrice civile, chef de cabinet | Conseillère régionale de Midi-Pyrénées                                                            |
| 6     |  | Monique Iborra     | Fonctionnaire                           | Conseillère municipale de Muret (24 000 hab.) Vice-président du Conseil régional de Midi-Pyrénées |
| 7     |  | Patrick Lemasle    | Exploitant agricole                     | Adjoint au maire de Montesquieu-Volvestre (2 314 hab.) Conseiller général de la Haute-Garonne     |
| 8     |  | Jean-Louis Idiart  | Contrôleur des impôts                   | Conseiller général de la Haute-Garonne                                                            |

Haut de page

### Gers
| Circ. |  | Député           | Profession               | Mandats locaux                                                                          |
| ----- |  | ---------------- | ------------------------ | --------------------------------------------------------------------------------------- |
| 1     |  | Philippe Martin  | Préfet                   | Adjoint au maire de Valence-sur-Baïse (1 151 hab.) Président du Conseil général du Gers |
| 2     |  | Gisèle Biémouret | Assistante parlementaire | Conseillère générale du Gers                                                            |

Haut de page

### Gironde
| Circ. |  | Député              | Profession                                        | Mandats locaux                                                                          |
| ----- |  | ------------------- | ------------------------------------------------- | --------------------------------------------------------------------------------------- |
| 1     |  | Chantal Bourragué   | Cadre commercial                                  | Conseillère municipale de Bordeaux (214 633 hab.)                                       |
| 2     |  | Michèle Delaunay    | Médecin (cancérologue) au CHU de Bordeaux         | Conseillère générale de la Gironde                                                      |
| 3     |  | Noël Mamère         | Journaliste                                       | Maire de Bègles (22 475 hab.)                                                           |
| 4     |  | Conchita Lacuey     | Cadre comptable                                   | Maire de Floirac (16 164 hab.)                                                          |
| 5     |  | Pascale Got         | Journaliste                                       | Conseillère municipale du Pian-Médoc (5 373 hab.)                                       |
| 6     |  | Michel Sainte-Marie | Professeur                                        | Maire de Mérignac (61 992 hab.)                                                         |
| 7     |  | Alain Rousset       | Cadre du groupe pétrolier et gazier Elf Aquitaine | Président du conseil régional d'Aquitaine Adjoint au maire de Pessac (56 600 hab.)      |
| 8     |  | François Deluga     | Agent général d'assurances                        | Vice-président du conseil régional d'Aquitaine Maire du Teich (4 822 hab.)              |
| 9     |  | Martine Faure       | Institutrice retraitée                            | Vice-président du conseil général de Gironde Conseillère municipal d’Aillas (668 hab.)  |
| 10    |  | Jean-Paul Garraud   | Magistrat                                         | –                                                                                       |
| 11    |  | Philippe Plisson    | Instituteur retraité                              | Maire de Saint-Caprais-de-Blaye (405 hab.) Vice-président du conseil général de Gironde |

Haut de page

### Hérault
| Circ. |  | Député            | Profession                                       | Mandats locaux                                                                               |
| ----- |  | ----------------- | ------------------------------------------------ | -------------------------------------------------------------------------------------------- |
| 1     |  | Jacques Domergue  | Professeur des universités-Praticien hospitalier | Conseiller municipal de Montpellier                                                          |
| 2     |  | André Vézinhet    | Directeur de recherches en physiologie animale   | Président du conseil général de l’Hérault                                                    |
| 3     |  | Jean-Pierre Grand | Assistant parlementaire                          | Maire de Castelnau-le-Lez (14 594 hab.)                                                      |
| 4     |  | Robert Lecou      | Cadre territorial                                | Conseiller municipal de Lodève (6 900 hab.)                                                  |
| 5     |  | Kléber Mesquida   | Ingénieur                                        | Maire de Saint-Pons-de-Thomières (2 287 hab.) Vice-président du conseil général de l’Hérault |
| 6     |  | Élie Aboud        | Médecin                                          | Adjoint au maire de Béziers (69 294 hab.)                                                    |
| 7     |  | Gilles d'Ettore   | Officier de police des Renseignements généraux   | Maire d’Agde (19 998 hab.)                                                                   |

Haut de page

### Ille-et-Vilaine
| Circ. |   | Député                | Profession                                           | Mandats locaux                                                                 |
| ----- | - | --------------------- | ---------------------------------------------------- | ------------------------------------------------------------------------------ |
| 1     |   | Jean-Michel Boucheron | Assistant d'université                               | Conseiller municipal de Rennes (205 925 hab.)                                  |
| 2     |   | Philippe Tourtelier   | Professeur de français                               |                                                                                |
| 3     |   | Marcel Rogemont       | Cadre                                                | Conseiller général d’Ille-et-Vilaine                                           |
| 4     |   | Jean-René Marsac      | Cadre                                                | Conseiller régional de Bretagne                                                |
| 5     |   | Pierre Méhaignerie    | Ingénieur des eaux et forêts                         | Maire de Vitré (15 282 hab.)                                                   |
| 6     | a | Thierry Benoit        | Représentant de commerce                             | Conseiller général d’Ille-et-Vilaine Adjoint au Maire de Lécousse (2 826 hab.) |
| 7     |   | René Couanau          | Inspecteur général de l’Éducation nationale retraité | Maire de Saint-Malo (50 654 hab.)                                              |

Haut de page

### Indre
| Circ. |  | Député               | Profession                           | Mandats locaux                                      |
| ----- |  | -------------------- | ------------------------------------ | --------------------------------------------------- |
| 1     |  | Michel Sapin         | Conseiller de Tribunal administratif | Adjoint au Maire d’Argenton-sur-Creuse (5 146 hab.) |
| 2     |  | Nicolas Forissier    | Chef d'entreprise                    | Maire de La Châtre (4 547 hab.)                     |
| 3     |  | Jean-Paul Chanteguet | Conseiller économique                | Maire du Blanc (6 997 hab.)                         |

Haut de page

### Indre-et-Loire
| Circ. |  | Député             | Profession                    | Mandats locaux                             |
| ----- |  | ------------------ | ----------------------------- | ------------------------------------------ |
| 1     |  | Jean-Patrick Gille | Administrateur civil          | Adjoint au Maire de Tours (132 820 hab.)   |
| 2     |  | Raymond Lancelin   | Cadre bancaire retraité       |                                            |
| 3     |  | Marisol Touraine   | Conseillère d'État            | Conseillère générale d'Indre-et-Loire      |
| 4     |  | Hervé Novelli      | Gérant de sociétés            | Maire de Richelieu (1 971 hab.)            |
| 5     |  | Philippe Briand    | Chef d'entreprise et assureur | Maire de Saint-Cyr-sur-Loire (16 100 hab.) |

Haut de page

### Isère
| Circ. |  | Député                 | Profession                   | Mandats locaux                                                                |
| ----- |  | ---------------------- | ---------------------------- | ----------------------------------------------------------------------------- |
| 1     |  | Geneviève Fioraso      | Cadre en télécommunications  | Adjointe au Maire de Grenoble (153 298 hab.)                                  |
| 2     |  | Michel Issindou        | Fonctionnaire                | Maire de Gières (6 262 hab.)                                                  |
| 3     |  | Michel Destot          | Ingénieur                    | Maire de Grenoble (156 600 hab.)                                              |
| 4     |  | Marie-Noëlle Battistel | -                            | Maire de La Salle-en-Beaumont (241 hab.) Conseillère régionale de Rhône-Alpes |
| 5     |  | François Brottes       | Directeur associé de société | Maire de Crolles (8 260 hab.)                                                 |
| 6     |  | Alain Moyne-Bressand   | Chef d'entreprise            | Maire de Crémieu (3 330 hab.) Conseiller général de l’Isère                   |
| 7     |  | Georges Colombier      | Salarié de l’industrie       | Conseiller général de l’Isère                                                 |
| 8     |  | Jacques Remiller       | Cadre bancaire retraité      | Maire de Vienne (30 500 hab.)                                                 |
| 9     |  | vacant                 |                              |                                                                               |

Haut de page

### Jura
| Circ. |  | Député                 | Profession  | Mandats locaux                                                          |
| ----- |  | ---------------------- | ----------- | ----------------------------------------------------------------------- |
| 1     |  | Jacques Pélissard      | Avocat      | Maire de Lons-le-Saunier (18 483 hab.)                                  |
| 2     |  | Marie-Christine Dalloz | -           | Maire de Martigna (193 hab.) Vice-présidente du conseil général du Jura |
| 3     |  | Jean-Marie Sermier     | Viticulteur | Maire de Cramans (429 hab.) Vice-président du Conseil général du Jura   |

Haut de page

### Landes
| Circ. |  | Député            | Profession                  | Mandats locaux                          |
| ----- |  | ----------------- | --------------------------- | --------------------------------------- |
| 1     |  | Alain Vidalies    | Avocat                      | Conseiller général des Landes           |
| 2     |  | Jean-Pierre Dufau | Professeur de français      | Maire de Capbreton (6 978 hab.)         |
| 3     |  | Henri Emmanuelli  | Directeur-adjoint de banque | Président du Conseil général des Landes |

Haut de page

### Loir-et-Cher
| Circ. |  | Député                 | Profession               | Mandats locaux                                    |
| ----- |  | ---------------------- | ------------------------ | ------------------------------------------------- |
| 1     |  | Nicolas Perruchot      | Consultant en entreprise | Maire de Blois (49 184 hab.)                      |
| 2     |  | Patrice Martin-Lalande | Cadre administratif      | Vice-président du conseil général du Loir-et-Cher |
| 3     |  | Pascal Brindeau        | Chargé de mission        | Conseiller municipal à Vendôme                    |

Haut de page

### Loire
| Circ. |  | Député               | Profession                                    | Mandats locaux                                                                                            |
| ----- |  | -------------------- | --------------------------------------------- | --- |
| 1     |  | Régis Juanico        | Fonctionnaire                                 | Conseiller général de la Loire                                                                            |
| 2     |  | Jean-Louis Gagnaire  | Instituteur, Conseiller principal d'éducation | Conseiller général de la Loire Vice-président du conseil régional de Rhône-Alpes                          |
| 3     |  | François Rochebloine | Directeur commercial                          | Vice-président du conseil général de la Loire                                                             |
| 4     |  | Dino Cinieri         | Consultant sécurité                           | Maire de Firminy                                                                                          |
| 5     |  | Yves Nicolin         | Gestionnaire                                  | Maire de Roanne (36 100 hab.)                                                                             |
| 6     |  | Pascal Clément       | Avocat                                        | Président du Conseil général de la Loire Conseiller municipal de Saint-Marcel-de-Félines (691 hab.)       |
| 7     |  | Paul Salen           |                                               | Vice-président du Conseil général de la Loire Conseiller général du Canton de Saint-Galmier (37 768 hab.) |

Haut de page

### Haute-Loire
| Circ. |   | Député             | Profession     | Mandats locaux                                               |
| ----- | - | ------------------ | -------------- | ------------------------------------------------------------ |
| 1     | a | Jean-Pierre Marcon | Cadre bancaire | –                                                            |
| 2     |   | Jean Proriol       | Ancien cadre   | Maire de Beauzac (2 061 hab.) Conseiller régional d’Auvergne |

Haut de page

### Loire-Atlantique
| Circ. |  | Député                   | Profession                                  | Mandats locaux                                            |
| ----- |  | ------------------------ | ------------------------------------------- | --------------------------------------------------------- |
| 1     |  | François de Rugy         | Assistant parlementaire                     | Adjoint au maire de Nantes (289 000 hab.)                 |
| 2     |  | Marie-Françoise Clergeau | Attachée commerciale                        | Adjointe au maire de Nantes (289 000 hab.)                |
| 3     |  | Jean-Marc Ayrault        | Professeur d’allemand                       | Maire de Nantes (289 000 hab.)                            |
| 4     |  | Dominique Raimbourg      | Avocat                                      | Adjoint au maire de Nantes (289 000 hab.)                 |
| 5     |  | Michel Ménard            | Instituteur                                 | Vice-président du Conseil général de la Loire-Atlantique  |
| 6     |  | Michel Hunault           | Avocat                                      | Conseiller régional des Pays de la Loire                  |
| 7     |  | Christophe Priou         | Cadre de Chambre de commerce et d'industrie | Maire du Croisic (4 308 hab.)                             |
| 8     |  | Marie-Odile Bouillé      | Sage-femme                                  | Vice-présidente du Conseil général de la Loire-Atlantique |
| 9     |  | Philippe Boënnec         | Médecin                                     | Maire de Pornic (11 903 hab.)                             |
| 10    |  | Serge Poignant           | Chargé de recherche retraité au C.N.R.S.    | Maire de Basse-Goulaine (7 499 hab.)                      |

Haut de page

### Loiret
| Circ. |  | Député             | Profession           | Mandats locaux                                     |
| ----- |  | ------------------ | -------------------- | -------------------------------------------------- |
| 1     |  | Olivier Carré      | Chef d'entreprise    | Adjoint au Maire d’Orléans (113 121 hab.)          |
| 2     |  | Serge Grouard      | Administrateur civil | Maire d’Orléans (113 121 hab.)                     |
| 3     |  | Jean-Louis Bernard | Chirurgien retraité  | Vice-président du Conseil général du Loiret        |
| 4     |  | Jean-Pierre Door   | Cardiologue          | Maire de Montargis (15 022 hab.)                   |
| 5     |  | Marianne Dubois    | -                    | Adjoint au Maire de Neuville-aux-Bois (3 874 hab.) |

Haut de page

### Lot
| Circ. |   | Député           | Profession            | Mandats locaux                  |
| ----- | - | ---------------- | --------------------- | ------------------------------- |
| 1     | a | Dominique Orliac | Médecin ophtalmologue | Conseillère générale du Lot     |
| 2     |   | Jean Launay      | Inspecteur du Trésor  | Maire de Bretenoux (1 231 hab.) |

Haut de page

### Lot-et-Garonne
| Circ. |  | Député                | Profession                              | Mandats locaux                                 |
| ----- |  | --------------------- | --------------------------------------- | ---------------------------------------------- |
| 1     |  | Jean Dionis du Séjour | Ingénieur                               | Conseiller régional d’Aquitaine                |
| 2     |  | Michel Diefenbacher   | Conseiller Maître à la Cour des comptes | Président du conseil général du Lot-et-Garonne |
| 3     |  | Jérôme Cahuzac        | Chirurgien                              | Maire de Villeneuve-sur-Lot (27 734 hab.)      |

Haut de page

### Lozère
| Circ. |  | Député                    | Profession | Mandats locaux                                               |
| ----- |  | ------------------------- | ---------- | ------------------------------------------------------------ |
| 1     |  | Francis Saint-Léger       | Ingénieur  | Conseiller régional du Languedoc-Roussillon                  |
| 2     |  | Pierre Morel-À-L'Huissier | Avocat     | Maire de Fournels (324 hab.) Conseiller général de la Lozère |

Haut de page

### Maine-et-Loire
| Circ. |  | Député                   | Profession                            | Mandats locaux                                                                        |
| ----- |  | ------------------------ | ------------------------------------- | ------------------------------------------------------------------------------------- |
| 1     |  | Paul Jeanneteau          | Pharmacien                            | Maire de Champigné (1 501 hab.) Vice-président du Conseil général de Maine-et-Loire   |
| 2     |  | Marc Goua                | Employé de banque en retraite         | Maire de Trélazé (11 025 hab.)                                                        |
| 3     |  | Jean-Charles Taugourdeau | Chef d'entreprise                     | Maire de Beaufort-en-Vallée (5 623 hab.)                                              |
| 4     |  | Michel Piron             | Enseignant puis chef d'entreprise     | Conseiller municipal de Thouarcé (1 682 hab.) Conseiller général de Maine-et-Loire    |
| 5     |  | Gilles Bourdouleix       | Chargé d'enseignement                 | Maire de Cholet (56 320 hab.)                                                         |
| 6     |  | Hervé de Charette        | Maître des requêtes au Conseil d'État | Maire de Saint-Florent-le-Vieil (2 623 hab.) Conseiller régional des Pays de la Loire |
| 7     |  | Joseph Bossé             | Retraité                              |                                                                                       |

Haut de page

### Manche
| Circ. |  | Député            | Profession                          | Mandats locaux                                                                                   |
| ----- |  | ----------------- | ----------------------------------- | ------------------------------------------------------------------------------------------------ |
| 1     |  | Philippe Gosselin | Juriste, Professeur des Universités | Maire de Remilly-sur-Lozon (556 hab.)                                                            |
| 2     |  | Guénhaël Huet     | Fonctionnaire                       | Maire d’Avranches (8 500 hab.) Vice-président du Conseil général de la Manche                    |
| 3     |  | Alain Cousin      | Agent général d’assurances          | –                                                                                                |
| 4     |  | Claude Gatignol   | Vétérinaire                         | –                                                                                                |
| 5     |  | Bernard Cazeneuve | Avocat                              | Maire de Cherbourg-Octeville (42 318 hab.) Vice-président du conseil régional de Basse-Normandie |

Haut de page

### Marne
| Circ. |  | Député             | Profession                                 | Mandats locaux                                                                      |
| ----- |  | ------------------ | ------------------------------------------ | ----------------------------------------------------------------------------------- |
| 1     |  | Arnaud Robinet     | Maître de Conférence-Praticien hospitalier | -                                                                                   |
| 2     |  | Catherine Vautrin  | Directrice marketing                       | –                                                                                   |
| 3     |  | Jean-Claude Thomas | Docteur en chirurgie dentaire              | Conseiller général de la Marne                                                      |
| 4     |  | Bruno Bourg-Broc   | Professeur                                 | maire de Châlons-en-Champagne (45 400 hab.)                                         |
| 5     |  | Charles de Courson | Magistrat                                  | Maire de Vanault-les-Dames (331 hab.) Vice-président du conseil général de la Marne |
| 6     |  | Philippe Martin    | Viticulteur                                | Maire de Cumières (861 hab.)                                                        |

Haut de page

### Haute-Marne
| Circ. |  | Député                   | Profession         | Mandats locaux                      |
| ----- |  | ------------------------ | ------------------ | ----------------------------------- |
| 1     |  | Sophie Delong            | Médecin            | –                                   |
| 2     |  | François Cornut-Gentille | Cadre d'entreprise | Maire de Saint-Dizier (30 896 hab.) |

Haut de page

### Mayenne
| Circ. |  | Député           | Profession           | Mandats locaux                                                               |
| ----- |  | ---------------- | -------------------- | ---------------------------------------------------------------------------- |
| 1     |  | Guillaume Garot  | Cadre administratif  | Conseiller général de la Mayenne                                             |
| 2     |  | Marc Bernier     | Chirurgien-dentiste  | Maire de Vaiges (1 151 hab.) Vice-président du Conseil général de la Mayenne |
| 3     |  | Yannick Favennec | Directeur de cabinet | Conseiller régional des Pays de la Loire                                     |

Haut de page

### Meurthe-et-Moselle
| Circ. |  | Député                | Profession                                       | Mandats locaux                                                                           |
| ----- |  | --------------------- | ------------------------------------------------ | ---------------------------------------------------------------------------------------- |
| 1     |  | Laurent Hénart        | Juriste d'entreprise                             | Adjoint au maire de Nancy (103 606 hab.)                                                 |
| 2     |  | Hervé Féron           | Éducateur spécialisé, acteur et metteur en scène | Vice-président du Conseil régional de Lorraine                                           |
| 3     |  | Valérie Rosso-Debord  | Juriste d'entreprise                             | Adjointe au maire de Nancy (103 606 hab.)                                                |
| 4     |  | Jacques Lamblin       | Vétérinaire                                      | Conseiller municipal de Lunéville (20 199 hab.) Conseiller général de Meurthe-et-Moselle |
| 5     |  | Philippe Morenvillier | -                                                | Maire de Velaine-en-Haye                                                                 |
| 6     |  | Jean-Yves Le Déaut    | Professeur d’université en biochimie             | Vice-président du conseil régional de Lorraine                                           |
| 7     |  | Christian Eckert      | Professeur d’histoire-géographie                 | Maire de Trieux (1 853 hab.) Vice-président du conseil régional de Lorraine              |

Haut de page

### Meuse
| Circ. |  | Député            | Profession                 | Mandats locaux                               |
| ----- |  | ----------------- | -------------------------- | -------------------------------------------- |
| 1     |  | Bertrand Pancher  | Directeur du développement | Adjoint au Maire de Bar-le-Duc (16 944 hab.) |
| 2     |  | Jean-Louis Dumont | Enseignant                 | Conseiller municipal de Verdun (19 621 hab.) |

Haut de page

### Morbihan
| Circ. |  | Député            | Profession                                                                    | Mandats locaux                                |
| ----- |  | ----------------- | ----------------------------------------------------------------------------- | --------------------------------------------- |
| 1     |  | François Goulard  | Ingénieur, Conseiller référendaire à la Cour des Comptes, directeur de banque | Maire de Vannes (51 759 hab.)                 |
| 2     |  | Michel Grall      | Ingénieur conseil                                                             | Maire de Carnac (4 444 hab.)                  |
| 3     |  | Gérard Lorgeoux   | Imprimeur                                                                     | Vice-président du conseil général du Morbihan |
| 4     |  | Loïc Bouvard      | Conseil en management                                                         | –                                             |
| 5     |  | Gwendal Rouillard |                                                                               | Conseiller municipal de Lorient (57 204 hab.) |
| 6     |  | Jacques Le Nay    | Horticulteur                                                                  | Maire de Plouay (5 112 hab.)                  |

Haut de page

### Moselle
| Circ. |  | Député              | Profession                                     | Mandats locaux                                                      |
| ----- |  | ------------------- | ---------------------------------------------- | ------------------------------------------------------------------- |
| 1     |  | vacant              |                                                |                                                                     |
| 2     |  | Denis Jacquat       | Médecin O.R.L                                  | Adjoint au maire de Metz (124 500 hab.)                             |
| 3     |  | Marie-Jo Zimmermann | Professeur certifié d’histoire-géographie      | Conseillère régionale de Lorraine                                   |
| 4     |  | Alain Marty         | Gynécologue obstétricien                       | Maire de Sarrebourg (13 341 hab.)                                   |
| 5     |  | Céleste Lett        | Cadre hospitalier                              | Maire de Sarreguemines (23 202 hab.)                                |
| 6     |  | Pierre Lang         | Biologiste, directeur de laboratoire           | Maire de Freyming-Merlebach (14 508 hab.)                           |
| 7     |  | André Wojciechowski | Employé du secteur privé                       | Maire de Saint-Avold (17 473 hab.) Conseiller général de la Moselle |
| 8     |  | Aurélie Filippetti  | Professeur de lettres classiques               | –                                                                   |
| 9     |  | Anne Grommerch      | Directrice commerciale                         | Conseillère municipale de Roussy-le-Village (962 hab.)              |
| 10    |  | Michel Liebgott     | Inspecteur des affaires sanitaires et sociales | Maire de Fameck (12 822 hab.)                                       |

Haut de page

### Nièvre
| Circ. |  | Député                     | Profession                               | Mandats locaux                                                           |
| ----- |  | -------------------------- | ---------------------------------------- | ------------------------------------------------------------------------ |
| 1     |  | Martine Carrillon-Couvreur | Directrice d'un institut médico-éducatif | Adjointe au Maire de Nevers (40 932 hab.)                                |
| 2     |  | vacant                     |                                          |                                                                          |
| 3     |  | Christian Paul             | Administrateur civil                     | Adjoint au maire de Lormes (1 396 hab.) Conseiller régional de Bourgogne |

Haut de page

### Nord
| Circ. |   | Député                  | Profession                                    | Mandats locaux                                                                            |
| ----- | - | ----------------------- | --------------------------------------------- | ----------------------------------------------------------------------------------------- |
| 1     |   | Bernard Roman           | Avocat, administrateur territorial            | Vice-président du Conseil régional du Nord-Pas-de-Calais                                  |
| 2     |   | Bernard Derosier        | Instituteur retraité                          | Président du conseil général du Nord                                                      |
| 3     |   | Alain Cacheux           | Chargé d'études retraité                      | Adjoint au Maire de Lille (184 231 hab.)                                                  |
| 4     |   | Marc-Philippe Daubresse | Ancien directeur d'une société de recrutement | Maire de Lambersart (28 131 hab.)                                                         |
| 5     |   | Sébastien Huyghe        | Clerc de notaire                              | Conseiller régional du Nord-Pas-de-Calais                                                 |
| 6     |   | Thierry Lazaro          | Chargé de communication                       | Maire de Phalempin (4 390 hab.)                                                           |
| 7     |   | Francis Vercamer        | Ingénieur                                     | Maire de Hem (19 675 hab.)                                                                |
| 8     |   | Dominique Baert         | Directeur à la Banque de France               | Maire de Wattrelos (42 753 hab.)                                                          |
| 9     |   | Bernard Gérard          | Avocat                                        | Maire de Marcq-en-Barœul (37 679 hab.)                                                    |
| 10    |   | Christian Vanneste      | Professeur de philosophie                     | Conseiller municipal de Tourcoing (93 532 hab.)                                           |
| 11    |   | Yves Durand             | Enseignant                                    | Maire de la commune associée de Lomme (Lille) (27 940 hab.)                               |
| 12    | a | Christian Hutin         | Médecin                                       | Maire de Saint-Pol-sur-Mer (23 337 hab.)                                                  |
| 13    |   | vacant                  |                                               |                                                                                           |
| 14    | a | Jean-Pierre Decool      | Professeur de mathématiques                   | Maire de Brouckerque (1 165 hab.)                                                         |
| 15    |   | Françoise Hostalier     | Inspecteur de l’Éducation nationale           | Conseillère municipale de Nieppe (7 470 hab.) Conseillère régionale du Nord-Pas-de-Calais |
| 16    |   | Jean-Jacques Candelier  | Retraité de la fonction publique              | Maire de Bruille-lez-Marchiennes (1 213 hab.) Conseiller général du Nord                  |
| 17    |   | Marc Dolez              | Maître de conférence en science politique     | Conseiller municipal de Douai (42 796 hab.)                                               |
| 18    |   | François-Xavier Villain | Avocat                                        | Maire de Cambrai (33 738 hab.)                                                            |
| 19    |   | Marie-Claude Marchand   |                                               | Conseillère régionale du Nord-Pas-de-Calais                                               |
| 20    |   | Alain Bocquet           | Éducateur spécialisé                          | Maire de Saint-Amand-les-Eaux (17 170 hab.)                                               |
| 21    |   | Jean-Louis Borloo       | Avocat                                        | conseiller municipal de Valenciennes (42 670 hab.)                                        |
| 22    |   | Christian Bataille      | Professeur de lettres                         | –                                                                                         |
| 23    |   | Christine Marin         | Commerçante                                   | Maire de Jeumont (10 775 hab.)                                                            |
| 24    |   | Jean-Luc Pérat          | Professeur d’éducation physique et sportive   | Maire d’Anor (3 093 hab.) Conseiller général du Nord                                      |

Haut de page

### Oise
| Circ. |  | Député                 | Profession                      | Mandats locaux                                                            |
| ----- |  | ---------------------- | ------------------------------- | ------------------------------------------------------------------------- |
| 1     |  | Olivier Dassault       | Président de sociétés           | –                                                                         |
| 2     |  | Jean-François Mancel   | Administrateur civil            | Conseiller municipal de Novillers (315 hab.) Conseiller général de l’Oise |
| 3     |  | Michel Françaix        | Consultant en communication     | Maire de Chambly (9 138 hab.)                                             |
| 4     |  | Éric Woerth            | Associé dans un cabinet d'audit | Maire de Chantilly (11 096 hab.)                                          |
| 5     |  | Lucien Degauchy        | Horticulteur                    | Maire de Courtieux (172 hab.) Conseiller général de l’Oise                |
| 6     |  | François-Michel Gonnot | Conseil en entreprises          | Adjoint au maire de Compiègne (41 321 hab.)                               |
| 7     |  | Dominique Le Sourd     | Pharmacienne                    | Maire de Blincourt (117 hab.)                                             |

Haut de page

### Orne
| Circ. |  | Député        | Profession       | Mandats locaux                           |
| ----- |  | ------------- | ---------------- | ---------------------------------------- |
| 1     |  | Yves Deniaud  | Cadre commercial | Conseiller régional de Basse-Normandie   |
| 2     |  | vacant        |                  |                                          |
| 3     |  | Sylvia Bassot | -                | Conseillère régionale de Basse-Normandie |

Haut de page

### Pas-de-Calais
| Circ. |  | Député               | Profession                                              | Mandats locaux                                                               |
| ----- |  | -------------------- | ------------------------------------------------------- | ---------------------------------------------------------------------------- |
| 1     |  | Jacqueline Maquet    | Directrice de mission                                   | Conseillère régionale du Nord-Pas-de-Calais                                  |
| 2     |  | vacant               |                                                         |                                                                              |
| 3     |  | vacant               |                                                         |                                                                              |
| 4     |  | Daniel Fasquelle     | Professeur agrégé de droit                              | Adjoint au maire du Touquet-Paris-Plage (5 293 hab.)                         |
| 5     |  | Frédéric Cuvillier   | Professeur des universités en science politique         | Maire de Boulogne-sur-Mer (43 700 hab.)                                      |
| 6     |  | Jack Lang            | Professeur de droit                                     | Vice-président du conseil régional du Nord-Pas-de-Calais                     |
| 7     |  | Gilles Cocquempot    | Chargé de mission                                       | Adjoint au maire de Calais (77 311 hab.)                                     |
| 8     |  | Michel Lefait        | Professeur d’histoire-géographie                        | Vice-président du Conseil général du Pas-de-Calais                           |
| 9     |  | André Flajolet       | Professeur agrégé de Philosophie                        | Maire de Saint-Venant (3 260 hab.) Conseiller régional du Nord-Pas-de-Calais |
| 10    |  | Serge Janquin        | Professeur certifié de Sciences économiques et sociales | Conseiller municipal de Bruay-la-Buissière (23 997 hab.)                     |
| 11    |  | vacant               |                                                         |                                                                              |
| 12    |  | Jean-Pierre Kucheida | Professeur d’histoire-géographie                        | Maire de Liévin (32 200 hab.)                                                |
| 13    |  | Guy Delcourt         | Fonctionnaire                                           | Maire de Lens (36 823 hab.)                                                  |
| 14    |  | Albert Facon         | Professeur de mathématiques                             | Adjoint au Maire de Courrières (10 592 hab.)                                 |

Haut de page

### Puy-de-Dôme
| Circ. |  | Député                  | Profession                             | Mandats locaux                                            |
| ----- |  | ----------------------- | -------------------------------------- | --------------------------------------------------------- |
| 1     |  | Odile Saugues           | Dessinatrice en construction mécanique | Adjointe au Maire de Clermont-Ferrand (137 155 hab.)      |
| 2     |  | vacant                  |                                        |                                                           |
| 3     |  | Louis Giscard d'Estaing | Chef d'entreprise                      | Maire de Chamalières (20 996 hab.)                        |
| 4     |  | Jean-Paul Bacquet       | Médecin                                | Maire de Coudes (865 hab.) Conseiller régional d’Auvergne |
| 5     |  | André Chassaigne        | Principal de collège                   | Maire de Saint-Amant-Roche-Savine (530 hab.)              |
| 6     |  | Jean Michel             | Avocat                                 | Maire de Lapeyrouse (587 hab.)                            |

Haut de page

### Pyrénées-Atlantiques
| Circ. |  | Député                   | Profession                                         | Mandats locaux                                                                                 |
| ----- |  | ------------------------ | -------------------------------------------------- | ---------------------------------------------------------------------------------------------- |
| 1     |  | Martine Lignières-Cassou | Chargée d’études à la DDE des Pyrénées-Atlantiques | Maire de Pau (78 715 hab.)                                                                     |
| 2     |  | François Bayrou          | Professeur de lettres classiques                   | Conseiller général des Pyrénées-Atlantiques                                                    |
| 3     |  | David Habib              | Cadre                                              | Maire de Mourenx (7 576 hab.)                                                                  |
| 4     |  | Jean Lassalle            | Technicien agricole                                | Maire de Lourdios-Ichère (150 hab.) Vice-président du Conseil général des Pyrénées-Atlantiques |
| 5     |  | Jean Grenet              | Chirurgien retraité                                | Maire de Bayonne (40 078 hab.)                                                                 |
| 6     |  | Michèle Alliot-Marie     | Universitaire                                      | Adjointe au maire de Saint-Jean-de-Luz (13 249 hab.)                                           |

Haut de page

### Hautes-Pyrénées
| Circ. |   | Député                | Profession                                    | Mandats locaux                                         |
| ----- | - | --------------------- | --------------------------------------------- | ------------------------------------------------------ |
| 1     |   | Pierre Forgues        | Professeur de mathématiques                   | Vice-président du conseil régional Midi-Pyrénées       |
| 2     | a | Chantal Robin-Rodrigo | Directrice départemental de Crédit immobilier | Vice-présidente du Conseil général des Hautes-Pyrénées |
| 3     |   | Jean Glavany          | Préfet                                        | Conseiller municipal d’Aureilhan (7 447 hab.)          |

Haut de page

### Pyrénées-Orientales
| Circ. |  | Député           | Profession       | Mandats locaux                              |
| ----- |  | ---------------- | ---------------- | ------------------------------------------- |
| 1     |  | Daniel Mach      | Cadre commercial | Maire de Pollestres (3 623 hab.)            |
| 2     |  | Fernand Siré     | Médecin          | -                                           |
| 3     |  | vacant           |                  |                                             |
| 4     |  | Jacqueline Irles | Cadre supérieure | Maire de Villeneuve-de-la-Raho (3 625 hab.) |

Haut de page

### Bas-Rhin
| Circ. |   | Député               | Profession                         | Mandats locaux                              |
| ----- | - | -------------------- | ---------------------------------- | ------------------------------------------- |
| 1     |   | Armand Jung          | Fonctionnaire territorial          | Conseiller général du Bas-Rhin              |
| 2     |   | Jean-Philippe Maurer | Assistant parlementaire            | Conseiller général du Bas-Rhin              |
| 3     |   | André Schneider      | Principal de collège retraité      | Maire de Hœnheim (10 718 hab.)              |
| 4     |   | Yves Bur             | Chirurgien-dentiste                | Maire de Lingolsheim (16 860 hab.)          |
| 5     |   | Antoine Herth        | Agriculteur                        | Adjoint au Maire d’Artolsheim (723 hab.)    |
| 6     | a | Alain Ferry          | Chef d'entreprise                  | Maire de Wisches (2 017 hab.)               |
| 7     |   | Émile Blessig        | Avocat                             | Conseiller général du Bas-Rhin              |
| 8     |   | Frédéric Reiss       | Professeur agrégé de mathématiques | Maire de Niederbronn-les-Bains (4 319 hab.) |
| 9     |   | Vacant               |                                    |                                             |

Haut de page

### Haut-Rhin
| Circ. |   | Député            | Profession                                                 | Mandats locaux                                                |
| ----- | - | ----------------- | ---------------------------------------------------------- | ------------------------------------------------------------- |
| 1     |   | Éric Straumann    | Professeur agrégé d'économie et de gestion des Universités | Maire de Houssen (1 577 hab.) Conseiller général du Haut-Rhin |
| 2     |   | Jean-Louis Christ | Chef d'entreprise                                          | Maire de Ribeauvillé (4 929 hab.)                             |
| 3     |   | Jean-Luc Reitzer  | Cadre d'entreprise chargé des relations sociales           | Maire d’Altkirch (5 386 hab.)                                 |
| 4     |   | Jean Ueberschlag  | Chirurgien-dentiste retraité                               | Maire de Saint-Louis (19 961 hab.)                            |
| 5     | a | Arlette Grosskost | Avocate                                                    | Vice-présidente du conseil régional d'Alsace                  |
| 6     |   | Francis Hillmeyer | Journaliste reporter-photographe                           | Maire de Pfastatt (7 946 hab.)                                |
| 7     |   | Michel Sordi      | Cadre d'entreprise                                         | Maire de Cernay (10 780 hab.)                                 |

Haut de page

### Rhône
| Circ. |  | Député                | Profession                            | Mandats locaux                                                                    |
| ----- |  | --------------------- | ------------------------------------- | --------------------------------------------------------------------------------- |
| 1     |  | Michel Havard         | Cadre                                 | Conseiller général du Rhône                                                       |
| 2     |  | Pierre-Alain Muet     | Inspecteur général des finances       | Adjoint au Maire de Lyon (466 400 hab.)                                           |
| 3     |  | Jean-Louis Touraine   | Professeur de médecine                | Adjoint au maire de Lyon (466 400 hab.) Conseiller général du Rhône               |
| 4     |  | Dominique Perben      | Sous-préfet                           | Vice-président du Conseil général du Rhône                                        |
| 5     |  | Philippe Cochet       | Gérant de société                     | Adjoint au Maire de Caluire-et-Cuire (41 233 hab.)                                |
| 6     |  | Pascale Crozon        | ?                                     | Adjoint au Maire de Villeurbanne                                                  |
| 7     |  | Jean-Jack Queyranne   | Maître de conférences en droit public | Président du conseil régional de Rhône-Alpes                                      |
| 8     |  | Patrice Verchère      | Assistant parlementaire               | Adjoint au Maire de Cours-la-Ville (4 241 hab.)                                   |
| 9     |  | Bernard Perrut        | Avocat                                | Adjoint au maire de Villefranche-sur-Saône (31 200 hab.)                          |
| 10    |  | Christophe Guilloteau | Ancien assistant parlementaire        | Conseiller régional de Rhône-Alpes                                                |
| 11    |  | Raymond Durand        | Retraité                              | Maire de Chaponnay (3 317 hab.) Vice-président du conseil régional de Rhône-Alpes |
| 12    |  | Michel Terrot         | Avocat                                | Conseiller municipal d’Oullins (25 183 hab.)                                      |
| 13    |  | Philippe Meunier      | Directeur de cabinet                  | –                                                                                 |
| 14    |  | André Gerin           | Dessinateur industriel                | Maire de Vénissieux (56 800 hab.)                                                 |

Haut de page

### Haute-Saône
| Circ. |  | Député               | Profession          | Mandats locaux                                                                    |
| ----- |  | -------------------- | ------------------- | --------------------------------------------------------------------------------- |
| 1     |  | Alain Joyandet       | Éditeur             | Maire de Vesoul (17 184 hab.) Conseiller régional de Franche-Comté                |
| 2     |  | Jean-Michel Villaumé | Enseignant retraité | Maire d’Héricourt (10 133 hab.) Conseiller général de la Haute-Saône              |
| 3     |  | Michel Raison        | Agriculteur         | Conseiller municipal de Saponcourt (70 hab.) Conseiller régional de Franche-Comté |

Haut de page

### Saône-et-Loire
| Circ. |  | Député             | Profession             | Mandats locaux                                 |
| ----- |  | ------------------ | ---------------------- | ---------------------------------------------- |
| 1     |  | Gérard Voisin      | Garagiste              | Maire de Charnay-lès-Mâcon (6 739 hab.)        |
| 2     |  | Jean-Marc Nesme    | Diplomate              | Maire de Paray-le-Monial (9 191 hab.)          |
| 3     |  | Jean-Paul Anciaux  | Technicien qualiticien | Conseiller régional de Bourgogne               |
| 4     |  | Didier Mathus      | Professeur de lettres  | Maire de Montceau-les-Mines (20 634 hab.)      |
| 5     |  | Christophe Sirugue | Cadre supérieur        | Maire de Chalon-sur-Saône (50 120 hab.)        |
| 6     |  | Arnaud Montebourg  | Avocat                 | Président du conseil général de Saône-et-Loire |

Haut de page

### Sarthe
| Circ. |  | Député                    | Profession                      | Mandats locaux                                                                               |
| ----- |  | ------------------------- | ------------------------------- | -------------------------------------------------------------------------------------------- |
| 1     |  | Fabienne Labrette-Ménager | Administratrice de sociétés     | Conseillère régionale des Pays de la Loire Conseillère générale de la Sarthe                 |
| 2     |  | Marietta Karamanli        | Professeur de science politique | Conseillère générale de la Sarthe                                                            |
| 3     |  | Béatrice Pavy             | Experte-comptable               | Maire de Saint-Pierre-de-Chevillé (355 hab.) Vice-présidente du Conseil général de la Sarthe |
| 4     |  | Marc Joulaud              | Assistant parlementaire         | Adjoint au maire de Sablé-sur-Sarthe (12 716 hab.)                                           |
| 5     |  | Dominique Le Mèner        | Juriste                         | –                                                                                            |

Haut de page

### Savoie
| Circ. |  | Député         | Profession           | Mandats locaux                                 |
| ----- |  | -------------- | -------------------- | ---------------------------------------------- |
| 1     |  | Dominique Dord | Gérant de société    | Maire d’Aix-les-Bains (25 717 hab.)            |
| 2     |  | Hervé Gaymard  | Administrateur civil | Conseiller général de la Savoie                |
| 3     |  | Michel Bouvard | Chargé de mission    | Vice-président du conseil général de la Savoie |

Haut de page

### Haute-Savoie
| Circ. |  | Député          | Profession                       | Mandats locaux                        |
| ----- |  | --------------- | -------------------------------- | ------------------------------------- |
| 1     |  | Bernard Accoyer | Médecin ORL                      | Maire d’Annecy-le-Vieux (18 885 hab.) |
| 2     |  | Lionel Tardy    | Chef d'entreprise                | –                                     |
| 3     |  | Martial Saddier | Cadre à la Chambre d'agriculture | Maire de Bonneville (10 463 hab.)     |
| 4     |  | Claude Birraux  | Ingénieur                        | Conseiller général de Haute-Savoie    |
| 5     |  | Marc Francina   | Conseiller financier et bancaire | Maire d’Évian-les-Bains (7 787 hab.)  |

Haut de page

### Paris
| Circ. |  | Député                     | Profession                                                                                    | Mandats locaux                                                                                        |
| ----- |  | -------------------------- | --------------------------------------------------------------------------------------------- | --- |
| 1     |  | Martine Billard            | Bibliothécaire                                                                                | – |
| 2     |  | Jean Tiberi                | Magistrat                                                                                     | Maire du 5e arrondissement (58 849 hab.)                                                              |
| 3     |  | Martine Aurillac           | Attachée d'administration centrale                                                            | – |
| 4     |  | Edwige Antier              | Pédiatre                                                                                      | - |
| 5     |  | Tony Dreyfus               | Avocat                                                                                        | Maire du 10e arrondissement (89 612 hab.)                                                             |
| 6     |  | Danièle Hoffman-Rispal     | Experte comptable                                                                             | Adjointe au maire de Paris (2 125 246 hab.) Conseillère du 11e arrondissement de Paris (149 102 hab.) |
| 7     |  | Patrick Bloche             | Directeur commercial                                                                          | Conseiller de Paris Conseiller du 11e arrondissement de Paris (149 102 hab.)                          |
| 8     |  | Sandrine Mazetier          | Cadre supérieure                                                                              | Adjointe au maire de Paris (2 125 246 hab.) Conseillère du 12e arrondissement de Paris (136 591 hab.) |
| 9     |  | Jean-Marie Le Guen         | Médecin                                                                                       | – |
| 10    |  | Serge Blisko               | Médecin                                                                                       | Maire du 13e arrondissement (171 533 hab.)                                                            |
| 11    |  | vacant                     |                                                                                               | – |
| 12    |  | Philippe Goujon            | Cadre                                                                                         | Conseiller de Paris Conseiller du 15e arrondissement (225 362 hab.)                                   |
| 13    |  | Jean-François Lamour       | Kinésithérapeute, ancien champion olympique d’escrime                                         | – |
| 14    |  | Claude Goasguen            | Avocat                                                                                        | Conseiller de Paris Conseiller du 16e arrondissement (161 773 hab.)                                   |
| 15    |  | Bernard Debré              | Médecin urologue                                                                              | – |
| 16    |  | Françoise de Panafieu      | Cadre, Assistante parlementaire                                                               | Maire du 17e arrondissement (160 860 hab.)                                                            |
| 17    |  | Annick Lepetit             | Conseillère ministérielle puis de l’association pour la formation professionnelle des adultes | Conseillère de Paris 1re Adjointe au Maire du 18e arrondissement (184 586 hab.)                       |
| 18    |  | Christophe Caresche        | Chargé d'études                                                                               | Adjoint au maire de Paris (2 125 246 hab.) Conseiller du 18e arrondissement (184 586 hab.)            |
| 19    |  | Daniel Vaillant            | Technicien biologiste                                                                         | Maire du 18e arrondissement (184 586 hab.)                                                            |
| 20    |  | Jean-Christophe Cambadélis | Conseiller en communication                                                                   | – |
| 21    |  | George Pau-Langevin        | Avocate                                                                                       | – |

Haut de page

### Seine-Maritime
| Circ. |  | Député                   | Profession                            | Mandats locaux                                                                                    |
| ----- |  | ------------------------ | ------------------------------------- | ------------------------------------------------------------------------------------------------- |
| 1     |  | Valérie Fourneyron       | Médecin du sport                      | Conseillère générale de la Seine-Maritime                                                         |
| 2     |  | Françoise Guégot         | Consultante en informatique           | Maire de Mont-Saint-Aignan (21 265 hab.)                                                          |
| 3     |  | Pierre Bourguignon       | Sociologue urbaniste                  | Maire de Sotteville-lès-Rouen (29 553 hab.)                                                       |
| 4     |  | Laurent Fabius           | Maître des requêtes au Conseil d'État | Adjoint au maire du Grand-Quevilly (26 679 hab.)                                                  |
| 5     |  | Christophe Bouillon      | Fonctionnaire                         | Maire de Canteleu (15 430 hab.)                                                                   |
| 6     |  | Jean-Paul Lecoq          | Fonctionnaire                         | Maire de Gonfreville-l'Orcher (10 004 hab.) Vice-président du conseil régional de Haute-Normandie |
| 7     |  | Édouard Philippe         | -                                     |                                                                                                   |
| 8     |  | Daniel Paul              | Instituteur                           | Conseiller municipal du Havre (190 590 hab.)                                                      |
| 9     |  | Daniel Fidelin           | Assureur                              | Maire de Mannevillette (690 hab.) Conseiller général de la Seine-Maritime                         |
| 10    |  | Alfred Trassy-Paillogues | Ingénieur                             | Maire d'Yerville (2 170 hab.) Conseiller général de la Seine-Maritime                             |
| 11    |  | Sandrine Hurel           | Secrétaire de direction               | Conseillère générale de la Seine-Maritime                                                         |
| 12    |  | Michel Lejeune           | Vétérinaire                           | Maire de Forges-les-Eaux (3 461 hab.) Conseiller général de la Seine-Maritime                     |

Haut de page

### Seine-et-Marne
| Circ. |  | Député             | Profession                                | Mandats locaux                                                                   |
| ----- |  | ------------------ | ----------------------------------------- | -------------------------------------------------------------------------------- |
| 1     |  | Jean-Claude Mignon | Ancien chef d'entreprise                  | Maire de Dammarie-lès-Lys (20 659 hab.)                                          |
| 2     |  | Didier Julia       | Professeur des universités de philosophie | –                                                                                |
| 3     |  | Yves Jégo          | Consultant en ressources humaines         | Maire de Montereau-Fault-Yonne (17 625 hab.) Conseiller régional d’Île-de-France |
| 4     |  | Christian Jacob    | Agriculteur-éleveur                       | Maire de Provins (11 667 hab.)                                                   |
| 5     |  | Franck Riester     | Chef d'entreprise                         | Maire de Coulommiers (13 852 hab.)                                               |
| 6     |  | Jean-François Copé | Professeur d’économie et de finance       | Maire de Meaux (49 800 hab.)                                                     |
| 7     |  | Yves Albarello     | Directeur financier                       | Conseiller régional d’Île-de-France                                              |
| 8     |  | Chantal Brunel     | Chef d'entreprise                         | Conseillère régionale d’Île-de-France                                            |
| 9     |  | Guy Geoffroy       | Directeur de lycée                        | Maire de Combs-la-Ville (21 091 hab.)                                            |

Haut de page

### Yvelines
| Circ. |  | Député               | Profession                                 | Mandats locaux                                     |
| ----- |  | -------------------- | ------------------------------------------ | -------------------------------------------------- |
| 1     |  | Étienne Pinte        | Cadre d'un établissement public            | Maire de Versailles (85 726 hab.)                  |
| 2     |  | Yves Vandewalle      | Professeur agrégé d'allemand               | –                                                  |
| 3     |  | Christian Blanc      | Ancien président de sociétés               | Conseiller municipal du Chesnay (28 530 hab.)      |
| 4     |  | Pierre Lequiller     | Cadre de banque                            | Conseiller général des Yvelines                    |
| 5     |  | Jacques Myard        | Diplomate                                  | Maire de Maisons-Laffitte (21 856 hab.)            |
| 6     |  | Pierre Morange       | Médecin                                    | Maire de Chambourcy (5 077 hab.)                   |
| 7     |  | Arnaud Richard       | Responsable de relations institutionnelles | Conseiller municipal de Meulan (8 394 hab.)        |
| 8     |  | Cécile Dumoulin      | Vétérinaire                                | Adjointe au maire de Mantes-la-Jolie (43 672 hab.) |
| 9     |  | vacant               |                                            |                                                    |
| 10    |  | Anny Poursinoff      | Infirmière                                 | Conseillère régionale d’Île-de-France              |
| 11    |  | Jean-Michel Fourgous | Chef d'entreprise                          | Maire d’Élancourt (27 643 hab.)                    |
| 12    |  | Joël Regnault        | Exploitant agricole                        | Maire de Plaisir (31 045 hab.)                     |

Haut de page

### Deux-Sèvres
| Circ. |  | Député              | Profession                     | Mandats locaux                            |
| ----- |  | ------------------- | ------------------------------ | ----------------------------------------- |
| 1     |  | Geneviève Gaillard  | Vétérinaire                    | –                                         |
| 2     |  | Delphine Batho      | Cadre territorial              | –                                         |
| 3     |  | Jean-Marie Morisset | Directeur informatique         | Membre du Conseil général des Deux-Sèvres |
| 4     |  | Jean Grellier       | Salarié du privé à la retraite | Maire de Cerizay (4 589 hab.)             |

Haut de page

### Somme
| Circ. |  | Député           | Profession                                              | Mandats locaux                                                                             |
| ----- |  | ---------------- | ------------------------------------------------------- | ------------------------------------------------------------------------------------------ |
| 1     |  | vacant           |                                                         |                                                                                            |
| 2     |  | Olivier Jardé    | Chirurgien                                              | Adjoint au Maire de Remiencourt (170 hab.) Conseiller général de la Somme                  |
| 3     |  | Jérôme Bignon    | Avocat                                                  | Conseiller municipal d’Oisemont (1 242 hab.) Vice-président du Conseil général de la Somme |
| 4     |  | Gilbert Mathon   | Instituteur puis conseiller d'orientation à la retraite | Conseiller général de la Somme                                                             |
| 5     |  | Stéphane Demilly | Consultant en management                                | Maire d’Albert (10 065 hab.)                                                               |
| 6     |  | Alain Gest       | Consultant                                              | –                                                                                          |

Haut de page

### Tarn
| Circ. |   | Député           | Profession                                                 | Mandats locaux                            |
| ----- | - | ---------------- | ---------------------------------------------------------- | ----------------------------------------- |
| 1     |   | Jacques Valax    | Avocat                                                     | Vice-président du Conseil général du Tarn |
| 2     |   | Thierry Carcenac | Inspecteur des impôts                                      | Président du Conseil général du Tarn      |
| 3     | a | Philippe Folliot | Directeur d'un organisme de financement du logement social | Conseiller général du Tarn                |
| 4     |   | Bernard Carayon  | Consultant, avocat                                         | Maire de Lavaur (8 537 hab.)              |

Haut de page

### Tarn-et-Garonne
| Circ. |   | Député           | Profession               | Mandats locaux                   |
| ----- | - | ---------------- | ------------------------ | -------------------------------- |
| 1     |   | Brigitte Barèges | Avocate                  | Maire de Montauban (54 421 hab.) |
| 2     | a | Sylvia Pinel     | Collaborateur de cabinet | –                                |

Haut de page

### Var
| Circ. |  | Député                  | Profession                             | Mandats locaux                              |
| ----- |  | ----------------------- | -------------------------------------- | ------------------------------------------- |
| 1     |  | Geneviève Levy          | Expert foncier et commercial           | Adjointe au maire de Toulon (166 800 hab.)  |
| 2     |  | Philippe Vitel          | Chirurgien plasticien                  | Vice-président du Conseil général du Var    |
| 3     |  | Jean-Pierre Giran       | Professeur des universités en économie | Conseiller municipal d’Hyères (51 417 hab.) |
| 4     |  | Jean-Michel Couve       | Médecin cardiologue                    | Maire de Saint-Tropez (5 635 hab.)          |
| 5     |  | Georges Ginesta         | Ingénieur de l’ETP                     | Maire de Saint-Raphaël (32 200 hab.)        |
| 6     |  | Josette Pons            | -                                      | Vice-présidente du Conseil général du Var   |
| 7     |  | Jean-Sébastien Vialatte | Biologiste                             | Maire de Six-Fours-les-Plages (32 742 hab.) |

Haut de page

### Vaucluse
| Circ. |  | Député              | Profession            | Mandats locaux                 |
| ----- |  | ------------------- | --------------------- | ------------------------------ |
| 1     |  | Marie-Josée Roig    | Professeur de lettres | Maire d’Avignon (90 800 hab.)  |
| 2     |  | Jean-Claude Bouchet | Gérant de société     | Conseiller général du Vaucluse |
| 3     |  | Jean-Michel Ferrand | Professeur de lettres | Conseiller général du Vaucluse |
| 4     |  | Paul Durieu         |                       |                                |

Haut de page

### Vendée
| Circ. |  | Député             | Profession                            | Mandats locaux                                  |
| ----- |  | ------------------ | ------------------------------------- | ----------------------------------------------- |
| 1     |  | Jean-Luc Préel     | Chef de service hospitalier           | –                                               |
| 2     |  | Dominique Caillaud | Gérant de société                     | Maire de Saint-Florent-des-Bois (2 364 hab.)    |
| 3     |  | Louis Guédon       | Pharmacien, biologiste                | maire des Sables-d'Olonne (15 532 hab.)         |
| 4     |  | Véronique Besse    | Journaliste, assistante parlementaire | Vice-présidente du Conseil général de la Vendée |
| 5     |  | Dominique Souchet  | Conseiller des affaires étrangères    | Conseiller général de Vendée                    |

Haut de page

### Vienne
| Circ. |  | Député              | Profession                                         | Mandats locaux                                 |
| ----- |  | ------------------- | -------------------------------------------------- | ---------------------------------------------- |
| 1     |  | Alain Claeys        | Enseignant                                         | Conseiller général de la Vienne                |
| 2     |  | Catherine Coutelle  | Formatrice à la retraite                           | Adjointe au Maire de Poitiers (83 448 hab.)    |
| 3     |  | Jean-Michel Clément | Avocat                                             | Maire de Mauprévoir (650 hab.)                 |
| 4     |  | Jean-Pierre Abelin  | Directeur adjoint de service à la Banque de France | Vice-président du Conseil général de la Vienne |

Haut de page

### Haute-Vienne
| Circ. |  | Député                       | Profession           | Mandats locaux                                                                |
| ----- |  | ---------------------------- | -------------------- | ----------------------------------------------------------------------------- |
| 1     |  | Monique Boulestin            | Enseignante          | Adjointe au Maire de Limoges (137 502 hab.) Conseillère régionale du Limousin |
| 2     |  | Daniel Boisserie             | Architecte           | Maire de Saint-Yrieix-la-Perche (7 251 hab.)                                  |
| 3     |  | Marie-Françoise Pérol-Dumont | Professeur d’anglais | Présidente du Conseil général de la Haute-Vienne                              |
| 4     |  | Alain Rodet                  | Économiste           | Maire de Limoges (137 502 hab.)                                               |

Haut de page

### Vosges
| Circ. |  | Député                | Profession         | Mandats locaux                  |
| ----- |  | --------------------- | ------------------ | ------------------------------- |
| 1     |  | Michel Heinrich       | Pharmacien         | Maire d’Épinal (35 794 hab.)    |
| 2     |  | Gérard Cherpion       | Pharmacien         | Conseiller régional de Lorraine |
| 3     |  | François Vannson      | Opticien           | –                               |
| 4     |  | Jean-Jacques Gaultier | Médecin biologiste | Conseiller général des Vosges   |

Haut de page

### Yonne
| Circ. |  | Député              | Profession                                    | Mandats locaux                                                               |
| ----- |  | ------------------- | --------------------------------------------- | ---------------------------------------------------------------------------- |
| 1     |  | Jean-Pierre Soisson | Conseiller référendaire à la Cour des comptes | Conseiller régional de Bourgogne                                             |
| 2     |  | Jean-Marie Rolland  | Médecin                                       | Conseiller municipal de Vermenton (1 199 hab.) Conseiller général de l’Yonne |
| 3     |  | Marie-Louise Fort   | -                                             | Maire de Sens (26 904 hab.) Conseillère régionale de Bourgogne               |

Haut de page

### Territoire de Belfort
| Circ. |  | Député           | Profession       | Mandats locaux                               |
| ----- |  | ---------------- | ---------------- | -------------------------------------------- |
| 1     |  | Damien Meslot    | Cadre de banque  | Conseiller général du Territoire de Belfort  |
| 2     |  | Michel Zumkeller | Expert-comptable | Conseiller municipal de Valdoie (4 842 hab.) |

Haut de page

### Essonne
| Circ. |   | Député                     | Profession                             | Mandats locaux                             |
| ----- | - | -------------------------- | -------------------------------------- | ------------------------------------------ |
| 1     |   | Manuel Valls               | Conseiller en communication            | Maire d’Évry (49 437 hab.)                 |
| 2     | a | Franck Marlin              | -                                      | Maire d’Étampes (26 604 hab.)              |
| 3     |   | Geneviève Colot            | -                                      | Maire de Saint-Cyr-sous-Dourdan (951 hab.) |
| 4     |   | Nathalie Kosciusko-Morizet |                                        |                                            |
| 5     |   | Pierre Lasbordes           | Directeur commercial                   | -                                          |
| 6     |   | François Lamy              | Instituteur                            | Maire de Palaiseau (28 965 hab.)           |
| 7     | a | Françoise Briand           | Ingénieur de recherche                 | -                                          |
| 8     |   | Nicolas Dupont-Aignan      | Administrateur civil                   | Maire d’Yerres (27 455 hab.)               |
| 9     |   | Georges Tron               | Agent public des collectivités locales | Maire de Draveil (28 093 hab.)             |
| 10    |   | Julien Dray                | Enseignant-chercheur                   | Conseiller régional d’Île-de-France        |

Haut de page

### Hauts-de-Seine
| Circ. |  | Député                   | Profession                          | Mandats locaux                                                                |
| ----- |  | ------------------------ | ----------------------------------- | ----------------------------------------------------------------------------- |
| 1     |  | Roland Muzeau            | Ajusteur-outilleur                  | –                                                                             |
| 2     |  | Manuel Aeschlimann       | Maître de conférences à l’IEP Paris |                                                                               |
| 3     |  | Jacques Kossowski        | Chef d'entreprise                   | Maire de Courbevoie (69 694 hab.)                                             |
| 4     |  | Jacqueline Fraysse       | Médecin cardiologue                 | Conseillère municipale de Nanterre (84 273 hab.)                              |
| 5     |  | Patrick Balkany          | Chef d'entreprise                   | Maire de Levallois-Perret (62 500 hab.)                                       |
| 6     |  | Joëlle Ceccaldi-Raynaud  | Ancienne clerc de notaire           | Maire de Puteaux (40 780 hab.)                                                |
| 7     |  | Éric Berdoati            | Chef d'entreprise                   | Maire de Saint-Cloud (29 542 hab.)                                            |
| 8     |  | Jean-Jacques Guillet     | Chef d'entreprise à la retraite     | Conseiller général des Hauts-de-Seine                                         |
| 9     |  | Pierre-Christophe Baguet | Conseiller en communication         | Maire de Boulogne-Billancourt (109 400 hab.)                                  |
| 10    |  | André Santini            | Maître de conférences               | Maire d'Issy-les-Moulineaux (63 185 hab.) Conseiller régional d’Île-de-France |
| 11    |  | Marie-Hélène Amiable     | Enseignante                         | Maire de Bagneux (39 700 hab.)                                                |
| 12    |  | Jean-Pierre Schosteck    | -                                   | Maire de Châtillon (28 621 hab.)                                              |
| 13    |  | Patrick Devedjian        | Avocat                              | Président du Conseil général des Hauts-de-Seine                               |

Haut de page

### Seine-Saint-Denis
| Circ. |   | Député                  | Profession                                                        | Mandats locaux                                                                |
| ----- | - | ----------------------- | ----------------------------------------------------------------- | ----------------------------------------------------------------------------- |
| 1     |   | Bruno Le Roux           | Consultant en gestion et management                               | Conseiller municipal d’Épinay-sur-Seine (46 408 hab.)                         |
| 2     |   | Patrick Braouezec       | Instituteur                                                       | Conseiller municipal de Saint-Denis (85 823 hab.)                             |
| 3     |   | Daniel Goldberg         | Maître de conférences en mathématiques                            | Conseiller municipal de La Courneuve (34 968 hab.)                            |
| 4     |   | Marie-George Buffet     | Employée de mairie                                                | Conseillère municipale du Blanc-Mesnil (46 936 hab.)                          |
| 5     |   | Jean-Christophe Lagarde | Attaché de direction                                              | Maire de Drancy (62 263 hab.)                                                 |
| 6     |   | Claude Bartolone        | Cadre de l’industrie pharmaceutique                               | Adjoint au Maire du Pré-Saint-Gervais (16 377 hab.)                           |
| 7     |   | Jean-Pierre Brard       | Instituteur                                                       |                                                                               |
| 8     |   | Patrice Calméjane       | Ingénieur                                                         | Maire de Villemomble (27 230 hab.) Conseiller général de la Seine-Saint-Denis |
| 9     |   | Élisabeth Guigou        | Administratrice civile du Ministère de l’économie et des finances | –                                                                             |
| 10    |   | Gérard Gaudron          | Géologue                                                          | Maire d’Aulnay-sous-Bois (80 700 hab.)                                        |
| 11    |   | François Asensi         | Dessinateur industriel                                            | Maire de Tremblay-en-France (33 885 hab.)                                     |
| 12    | a | Éric Raoult             | Assistant parlementaire                                           | Maire du Raincy (12 961 hab.)                                                 |
| 13    |   | Michel Pajon            | Maître de conférences en économie                                 | Maire de Noisy-le-Grand (60 235 hab.)                                         |

Haut de page

### Val-de-Marne
| Circ. |  | Député                   | Profession                                                    | Mandats locaux                                                                                 |
| ----- |  | ------------------------ | ------------------------------------------------------------- | ---------------------------------------------------------------------------------------------- |
| 1     |  | Henri Plagnol            | Maître des requêtes au Conseil d'État                         | Conseiller municipal de Saint-Maur-des-Fossés (72 955 hab.) Conseiller général du Val-de-Marne |
| 2     |  | Laurent Cathala          | Cadre hospitalier                                             | Maire de Créteil (88 300 hab.)                                                                 |
| 3     |  | Didier Gonzales          | Fonctionnaire                                                 | Maire de Villeneuve-le-Roi (18 292 hab.) Conseiller général du Val-de-Marne                    |
| 4     |  | Jacques-Alain Bénisti    | Cadre d'entreprise                                            | Maire de Villiers-sur-Marne (26 632 hab.)                                                      |
| 5     |  | Gilles Carrez            | Fonctionnaire de l’État en disponibilité                      | Maire du Perreux-sur-Marne (30 080 hab.)                                                       |
| 6     |  | Patrick Beaudouin        | Conseiller en communication et relations publiques            | Maire de Saint-Mandé (19 697 hab.)                                                             |
| 7     |  | Olivier Dosne            |                                                               | Maire de Joinville-le-Pont (17 177 hab.) Conseiller régional d’Île-de-France                   |
| 8     |  | Michel Herbillon         | Cadre                                                         | Maire de Maisons-Alfort (54 600 hab.)                                                          |
| 9     |  | René Rouquet             | Électromécanicien                                             | Maire d’Alfortville (36 232 hab.)                                                              |
| 10    |  | Pierre Gosnat            | Fonctionnaire                                                 | Maire d’Ivry-sur-Seine (56 400 hab.)                                                           |
| 11    |  | Jean-Yves Le Bouillonnec | Avocat                                                        | Maire de Cachan (24 838 hab.)                                                                  |
| 12    |  | Richard Dell'Agnola      | Attaché principal d'administration au ministère de la Justice | Maire de Thiais (28 232 hab.)                                                                  |

Haut de page

### Val-d'Oise
| Circ. |  | Député            | Profession                                   | Mandats locaux                             |
| ----- |  | ----------------- | -------------------------------------------- | ------------------------------------------ |
| 1     |  | Philippe Houillon | Avocat                                       | Maire de Pontoise (27 494 hab.)            |
| 2     |  | Axel Poniatowski  | Directeur de société                         | Maire de L'Isle-Adam (11 163 hab.)         |
| 3     |  | Jean Bardet       | Professeur de médecine                       | Conseiller régional d’Île-de-France        |
| 4     |  | Claude Bodin      | Attaché d’administration hospitalière        | Conseiller régional d’Île-de-France        |
| 5     |  | Georges Mothron   | Chef des ventes                              | Maire d’Argenteuil (101 600 hab.)          |
| 6     |  | François Scellier | Directeur divisionnaire des impôts honoraire | Président du Conseil général du Val-d'Oise |
| 7     |  | Jérôme Chartier   | Ancien associé gérant de société             | Maire de Domont (14 883 hab.)              |
| 8     |  | François Pupponi  | Directeur divisionnaire des Impôts           | Maire de Sarcelles (58 002 hab.)           |
| 9     |  | Yanick Paternotte | Pharmacien, Gérant de société pharmaceutique | Maire de Sannois (25 349 hab.)             |

Haut de page

### Guadeloupe
| Circ. |   | Député                  | Profession                  | Mandats locaux                                                   |
| ----- | - | ----------------------- | --------------------------- | ---------------------------------------------------------------- |
| 1     |   | Éric Jalton             | Chirurgien-dentiste         | Maire des Abymes (63 054 hab.) Conseiller régional de Guadeloupe |
| 2     |   | Gabrielle Louis-Carabin | Agent de contrôle retraitée | Maire du Moule (19 501 hab.) Conseillère régionale de Guadeloupe |
| 3     | a | Jeanny Marc             | Enseignante à la retraite   | Maire de Deshaies (4 043 hab.)                                   |
| 4     |   | Victorin Lurel          | Fonctionnaire territorial   | Président du conseil régional de la Guadeloupe                   |

Haut de page

### Martinique
| Circ. |   | Député                | Profession                                                                 | Mandats locaux                                 |
| ----- | - | --------------------- | -------------------------------------------------------------------------- | ---------------------------------------------- |
| 1     |   | Louis-Joseph Manscour | Professeur d’histoire-géographie                                           | Maire de La Trinité (12 890 hab.)              |
| 2     |   | Alfred Almont         | Chargé de mission à la Chambre de commerce et d'industrie de la Martinique | Maire de Schœlcher (19 501 hab.)               |
| 3     | a | Serge Letchimy        | Urbaniste                                                                  | Maire de Fort-de-France (94 059 hab.)          |
| 4     |   | Alfred Marie-Jeanne   | Professeur de mathématiques                                                | Président du conseil régional de la Martinique |

Haut de page

### Guyane
| Circ. |   | Député             | Profession   | Mandats locaux                                   |
| ----- | - | ------------------ | ------------ | ------------------------------------------------ |
| 1     | a | Christiane Taubira | Économiste   | –                                                |
| 2     | a | Chantal Berthelot  | Agricultrice | Vice-présidente du conseil régional de la Guyane |

Haut de page

### La Réunion
| Circ. |  | Député              | Profession                    | Mandats locaux                                                       |
| ----- |  | ------------------- | ----------------------------- | -------------------------------------------------------------------- |
| 1     |  | René-Paul Victoria  | Directeur d'école             | -                                                                    |
| 2     |  | Huguette Bello      | Directrice d'école maternelle | Maire de Saint-Paul (99 300 hab.)                                    |
| 3     |  | vacant              |                               |                                                                      |
| 4     |  | Patrick Lebreton    | Fonctionnaire                 | Maire de Saint-Joseph (30 276 hab.) Conseiller général de la Réunion |
| 5     |  | Jean-Claude Fruteau | Professeur agrégé de lettres  | Conseiller général de la Réunion                                     |

Haut de page

### Saint-Pierre-et-Miquelon
| Circ. |   | Député          | Profession    | Mandats locaux                                       |
| ----- | - | --------------- | ------------- | ---------------------------------------------------- |
| 1     | a | Annick Girardin | Fonctionnaire | Conseillère territoriale de Saint-Pierre-et-Miquelon |

Haut de page

### Mayotte
| Circ. |  | Député           | Profession | Mandats locaux                            |
| ----- |  | ---------------- | ---------- | ----------------------------------------- |
| 1     |  | Abdoulatifou Aly | Avocat     | Adjoint au maire de Pamandzi (7 510 hab.) |

Haut de page

### Wallis-et-Futuna
| Circ. |   | Député          | Profession               | Mandats locaux                             |
| ----- | - | --------------- | ------------------------ | ------------------------------------------ |
| 1     | a | Albert Likuvalu | Enseignant à la retraite | Conseiller territorial de Wallis-et-Futuna |

Haut de page

### Polynésie française
| Circ. |  | Député          | Profession              | Mandats locaux                 |
| ----- |  | --------------- | ----------------------- | ------------------------------ |
| 1     |  | Michel Buillard | Fonctionnaire           | Maire de Papeete (26 181 hab.) |
| 2     |  | Bruno Sandras   | Assistant parlementaire | Maire de Papara (9 659 hab.)   |

Haut de page

### Nouvelle-Calédonie
| Circ. |  | Député     | Profession       | Mandats locaux                           |
| ----- |  | ---------- | ---------------- | ---------------------------------------- |
| 1     |  | Gaël Yanno | Expert-comptable | Adjoint au maire de Nouméa (91 386 hab.) |
| 2     |  | vacant     |                  |                                          |

Haut de page